# وینیسیو ورزا
وینیسیو ورزا (انگلیسی: Vinicio Verza؛ زادهٔ ۱ نوامبر ۱۹۵۷) بازیکن فوتبال اهل ایتالیا است.
از باشگاه‌هایی که در آن بازی کرده‌است می‌توان به باشگاه فوتبال هلاس ورونا، باشگاه فوتبال آ.ث. میلان، باشگاه فوتبال یوونتوس، باشگاه فوتبال چزنا، باشگاه فوتبال کومو، و باشگاه فوتبال ویچنزا اشاره کرد.